# Silná interakce

Jádro atomu hélia obsahuje dva kladně nabité protony; přesto drží pohromadě právě působením silné interakce

Silná interakce, či silná (jaderná) síla, je nejsilnější ze všech základních interakcí působících mezi částicemi hmoty.

## Vlastnosti
Zprostředkovatelem této síly je částice gluon.
Působnost síly je omezena pouze na subatomární úroveň (dosah této síly je kolem 10−15 m, tzn. jedná se o sílu krátkého dosahu). Je zodpovědná za soudržnost kvarků tvořících hadrony, např. protony a neutrony, ale také za udržení protonů a neutronů v atomovém jádře.
Teorie popisující chování silné interakce se nazývá kvantová chromodynamika.